# Traité de Londres (1832)
Pour les articles homonymes, voir Traité de Londres.

La Grèce en 1832 (en bleu indigo).

Le traité de Londres du 7 mai 1832 est un traité international signé par les représentants du Royaume-Uni, du royaume de France et de l'Empire russe afin de reconnaître l'établissement du royaume de Grèce et l'élection du prince Othon de Bavière à la tête de la monarchie hellénique. Cette convention internationale fait suite au traité de Constantinople de février 1832 qui met fin à la guerre d'indépendance grecque.

## Le traité
En mai 1832, les représentants des puissances protectrices de la Grèce (Royaume-Uni, Russie et France) se réunissent à Londres afin de statuer sur l'avenir du nouvel État. Sans consulter les Grecs, les diplomates décident de faire du pays un royaume dont ils offrent la couronne au prince Othon de Bavière. Le candidat Wittelsbach offre en effet l'avantage de ne pas appartenir à la famille royale de l'une des trois puissances et donc de garantir l'équilibre entre celles-ci.
Les représentants des grandes puissances établissent par ailleurs que la succession au trône de Grèce doit se faire dans la descendance du roi Othon et, si celui-ci n'a pas d'enfant, dans la descendance de ses frères Luitpold et Adalbert. Le traité établit cependant que l'union des trônes de Bavière et de Grèce est interdite à jamais.